# Topeliopsis acutispora
Topeliopsis acutispora är en lavart som beskrevs av Kalb. Topeliopsis acutispora ingår i släktet Topeliopsis och familjen Graphidaceae.   Inga underarter finns listade i Catalogue of Life.